# Brésiliens asiatiques

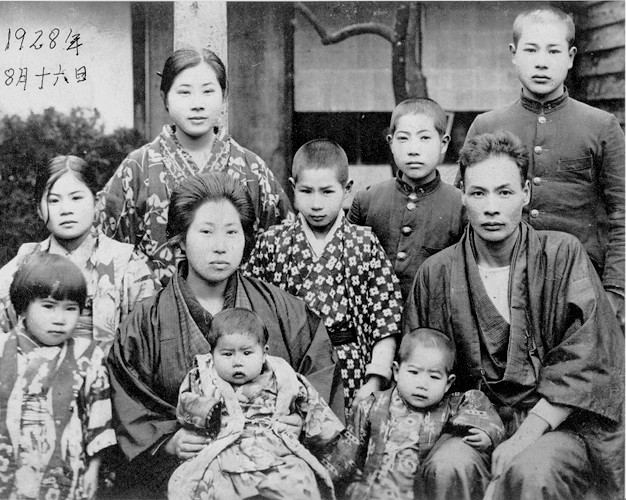
Famille d'immigrants japonais au Brésil

Les Brésiliens asiatiques (en portugais Brasileiros asiáticos, officiellement dénominés Amarelos dans les recensements pour la composition ethnique du Brésil par l’Institut brésilien de géographie et de statistique,) sont des citoyens brésiliens ou des personnes nées en Asie et résidant temporairement au Brésil, principalement d'origine sud-asiatique, est-asiatique et sud-est asiatique.
La grande majorité des Asiatiques brésiliens sont des immigrants d'Asie du Sud et de l'Est, bien qu'il y ait un petit nombre d'immigrants d'Asie du Sud-Est, y compris de petites communautés asiatiques des Caraïbes, du Mozambique et du Kenya. Le nombre de Roms brésiliens pour 2011 était estimé à environ 800 000, mais ils n'étaient pas considérés comme asiatiques, malgré leurs lointains ancêtres sud-asiatiques. Les personnes d'origine asiatique occidentale ne sont généralement pas considérées comme des Brésiliens asiatiques, car les phénotypes de ces populations sont similaires à ceux des conquêtes gréco-romaines et persanes en Grèce et en Iran. En revanche, dans des États comme Amapa, les Amérindiens et les Asiatiques de l'Est appartiennent à la même catégorie de population.